# Pavel Rybalko
Pavel Semyonovitch Rybalko (russe : Павел Семенович Рыбалко ; ukrainien : Павло Семенович Рибалко), né en 1894 et mort en 1948, est un commandant des troupes blindées de l'Armée rouge pendant et après la Seconde Guerre mondiale.

## Biographie
Rybalko est né le 4 novembre 1894 (selon le calendrier grégorien, correspondant au 23 octobre 1894 selon le calendrier julien) dans le village de Malii Vistorop, alors dans le gouvernement de Kharkov de l'Empire russe, aujourd'hui dans l'oblast de Soumy (Lebedynskyi raion) en Ukraine. Né dans une humble famille, il étudie à l'école primaire avant de travailler dans une raffinerie de sucre jusqu'au début de la Grande Guerre.

### Début de carrière
Mobilisé en 1914 comme fantassin de l'Armée impériale russe, dans la 82e division d'infanterie, il combat sur le front de Galicie (batailles de Krasnik et de Lemberg) où il est blessé. Il quitte l'armée en juillet 1917.
À l'issue de la révolution d'Octobre, il s'engage dans la Garde rouge en décembre 1917, puis rejoint l'Armée rouge des ouvriers et paysans en mars 1919 et intègre le Parti communiste russe bolchevik en 1919 ; pendant la guerre civile russe il est successivement commissaire politique au sein d'une formation de partisans combattant les Allemands en Ukraine (qui le capturent en août 1918 puis le relâchent en décembre), puis officier politique sur le front du Turkestan, où il contribue à l'établissement du gouvernement soviétique dans la région de Bachkirie. En mai 1920, il est le commissaire politique du 14e régiment de cavalerie, dans la 1re armée de cavalerie où il sert sous les ordres des futurs maréchaux Timochenko et Boudienny et participe aux combats contre les armées blanches. À la fin de la guerre civile, il prend le commandement du 61e régiment de cavalerie et combat lors de la guerre soviéto-polonaise, avec lequel il acquiert une expérience des opérations mobiles,.
Conscient, malgré son expérience de combat, de son manque de formation en tant qu'officier, il se plonge de façon autodidacte dans l'étude des sciences militaires. Affecté à Moscou en 1924, il est sélectionné deux ans plus tard pour suivre le cours des officiers supérieurs de l'Armée rouge (devenue plus tard Académie Frounze). Après avoir obtenu son diplôme, on lui confie des commandements en même temps que la charge de commissaire politique. De mai 1931 à avril 1934, il est affecté à la toute nouvelle Académie Frounze, où il se distingue par sa soif de connaissance, ce qui est rare chez les officiers soviétiques de l'époque,, lisant notamment les théories de Fuller, Kleist ou Guderian, ainsi que surtout la doctrine des « opérations en profondeur » telle que théorisée par Triandafillov et Toukhatchevski. Il est nommé conseiller militaire en Chine de mai 1934 à février 1936, puis il est nommé adjoint au commandant d'une division au Turkestan de février 1936 à juin 1937. Rybalko échappe aux purges staliniennes du fait qu'à ce moment là il occupe le poste d'attaché militaire à Varsovie de juin 1937 à octobre 1939, où il sympathise avec les Polonais. En décembre 1940, il devient professeur de tactique à l'école des chars de Kazan.

### Grande Guerre patriotique
Lors de l'opération Barbarossa, il est pour le moins laissé de côté. Il passa la première année de la guerre comme conférencier à l'école de Kazan. C'est son ancien ami Ieremenko qui l'aide à obtenir en mai 1942, le commandement adjoint de la 3e armée blindée (composée de deux corps blindés et d'un mécanisé) qui fait partie de la réserve du haut commandement. Très vite, Rybalko est conscient des carences des forces blindées soviétiques : absence de coopération interarmes, peu d'intérêt porté au soutien d'artillerie, chaos logistique, erreurs dans la conception du char de combat comme arme... Finalement, à la suite d'une décision de Staline, il prend le commandement de la 3e armée blindée,. Après avoir réorganisé son unité à la fin de 1942, Rybalko participe aux opérations du front de Voronej (notamment l'opération Étoile) du début de 1943 jusqu'au 25 février. Lors de la contre-attaque victorieuse de Manstein sur Kharkov, la 7e division de Panzer du Generalmajor Adelbert Schulz taille en pièce une partie de la 3e armée blindée du lieutenant-général Rybalko, mais ce dernier apprend à enrayer l'avance allemande en utilisant des groupes mobiles (à l'image des Kampfgruppen), selon les besoins. À la fin de février 1943, il obtient le grade de lieutenant-général et reçoit l'ordre de Souvorov de 1re classe.
Après avoir réorganisé son unité décimée et épuisée par les précédents combats (qui devient 3e armée blindée de la Garde en mai), Rybalko participe à la bataille de Koursk (opération Koutouzov) sous le commandement de Constantin Rokossovski (front du Centre). Il s'y distingue malgré les nombreux défauts de logistique,. À la fin de 1943, il participe de manière décisive à l'offensive en Ukraine orientale (la bataille du Dniepr) pour libérer Kiev (bataille de Kiev). Il réalise une manœuvre modèle de rocade, de nuit sur deux axes, utilisant le silence radio et la surprise pour masquer son avance, se retirant de la tête de pont dans le méandre de Boukrine (à 75 km au sud-est de Kiev, près de Kaniev) du 23 au 25 octobre, pour franchir le Dniepr à Liutej (au nord de Kiev). Après avoir franchi un énorme champ de mines, il parvient à établir une tête de pont sur la rive occidentale le 4 novembre et à reconquérir Kiev le 6 novembre : pour cette action, il obtient les distinctions de héros de l'Union soviétique et de l'ordre de Lénine (par décision du Soviet suprême du 17 novembre 1943).
Tout au long de 1944, Rybalko prend part aux opérations de reconquête de l'Ukraine occidentale. Son armée joue alors un rôle important comme groupe mobile, perçant le front allemand et réalisant des avancées profondes en territoire ennemi. Le point culminant de ces combats est l'offensive Lvov-Sandomir comprenant la prise de Lvov (Lviv en ukrainien, Lemberg en allemand) le 27 juillet 1944,.
La 3e armée blindée de la Garde participe ensuite aux offensives soviétiques de 1945 au sein du premier front ukrainien d'Ivan Koniev, qui encadre dix armées dont deux blindées (la 4e armée blindée de Leliouchenko et la 3e de la Garde de Rybalko). La 3e armée blindée de la Garde est alors la mieux dotée de l'Armée rouge, avec un total de 921 chars et canons automoteurs. Le 12 janvier 1945 au matin, le 1er front ukrainien perce les positions allemandes au nord de Cracovie sur une largeur de 36 km ; dès 13 h 57, Koniev ordonne à ses deux armées blindées de foncer vers l'ouest. La 3e de la Garde franchie la Vistule à Baranów, traverse les rangs de la 52e armée, puis la Nida sous les exhortations de Rybalko : « De la vitesse ! Nous avons besoin de vitesse ! Demain, vous devez être à 60 ou 80 kilomètres d'ici ! [...] Tout doit aller vite ! [...] M'avez-vous compris ? !. » Les tentatives allemandes de contre-attaque ne font qu'un peu freiner la progression soviétique ; l'armée blindée s'enfonce vers l'ouest sans se soucier de ses flancs, roulant de jour comme de nuit en évitant les agglomérations. Le 14 janvier au soir, la tête de colonne de la 3e armée blindée de la Garde a dépassé Jędrzejów ; le 18, Radomsko, atteignant au soir la frontière de la Silésie. Le 20 janvier, Rybalko reçoit de Koniev, avec accord de la Stavka, l'ordre de ne pas continuer vers Breslau mais de faire un virage de 90° pour foncer vers le sud en longeant l'Oder et encercler toute la Haute-Silésie. Le 23, les chars de Rybalko sont à Oppeln ; le 25, la contre-attaque de la 20e Panzer près de Gleiwitz freine la progression de la 3e armée blindée de la Garde, permettant l'évacuation allemande en catastrophe de la Haute-Silésie. Le front se stabilise les 28 et 29 autour de Rybnik et de Ratibor. Finalement, la participation de l'armée de Rybalko à l'offensive Vistule-Oder correspond à un raid de 390 km dans le dispositif allemand.
Sa formation participe ensuite aux sanglants combats de la bataille de Berlin (où il faillit être tué). La dernière opération à laquelle participe la 3e armée blindée de la Garde est la conquête de Prague, modèle d'opération mobile en terrain difficile. L'historien Jean Lopez décrit Rybalko ainsi : « agressif, impatient, souvent dur avec ses subordonnés, Rybalko réveille ses tankistes à coups de bottes pour leur expliquer sa manœuvre et relance en avant, de sa voix de stentor, les colonnes épuisées. »

### Après-guerre
Le 1er juin 1945, Rybalko est promu maréchal des forces blindées (un rang inférieur à celui de maréchal de l'Union soviétique). Il a été deux fois élevé à la dignité de héros de l'Union soviétique. Après la guerre, il est devenu commandant des forces mécanisées de l'Armée soviétique. Il s'est distingué comme étant l'un des plus brillants commandants de chars soviétiques : il comprenait parfaitement la nature de la guerre blindée et maîtrisait les aspects opérationnels du commandement des armées blindées.
Il meurt de façon naturelle le 28 août 1948 à Moscou, alors qu'il travaillait sur la refondation de l'arme blindée soviétique. Son corps est enterré au cimetière de Novodevitchi. L'école de commandement des chars supérieurs de Tachkent porte son nom.